# كيم جي هيون (مغنية)
كيم جي هيون (بالكورية: 김지현)‏ هي مغنية وممثلة كورية جنوبية، ولدت يوم 16 أغسطس 1972 في سول في كوريا الجنوبية.

## روابط خارجية
- Kim Ji-hyun على موقع IMDb (الإنجليزية)
- Kim Ji-hyun على موقع ميوزك برينز (الإنجليزية)
- Kim Ji-hyun على موقع كينوبويسك (الروسية)

لم يتم العثور على روابط لمواقع التواصل الاجتماعي.